# Granice Serbii

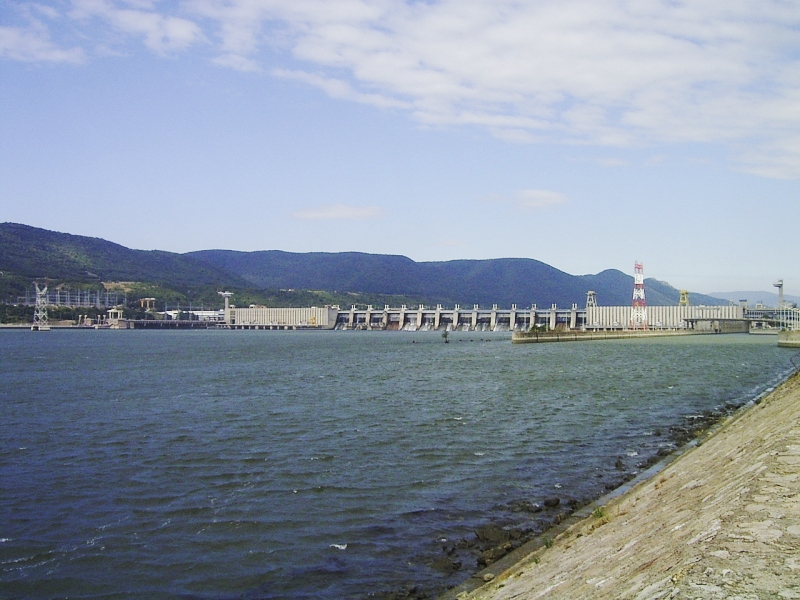
Żelazna Brama - hydroelektrownia na Dunaju, rzece granicznej między Rumunią a Serbią

Serbia jest państwem śródlądowym, które graniczy z ośmioma państwami: Węgrami, Chorwacją, Bośnią i Hercegowiną, Czarnogórą, Albanią/Kosowem, Macedonią Północną, Bułgarią i Rumunią. 

## Długość granic[2]
- Bośnia i Hercegowina – 302 km,
- Bułgaria – 318 km,
- Chorwacja – 241 km,
- Czarnogóra – 124 km (uznając niepodległość Kosowa) lub 203 km (nie uznając niepodległości Kosowa),
- Rumunia – 476 km,
- Macedonia Północna – 62 km (uznając niepodległość Kosowa) lub 221 km (nie uznając niepodległości Kosowa),
- Węgry – 443 km,

### Sporne
- Albania – 115 km (nie uznając niepodległości Kosowa),
- Kosowo – 352 km.